# Стюрлер, Александр Николаевич
Александр Николаевич (Александр Карл фон) фон Стюрлер  (1825—1901) — генерал от кавалерии, член Государственного совета.

## Биография
Сын Н. К. Стюрлера; родился в 1825 году: 30 августа или 8 сентября.
Образование получил в Школе гвардейских подпрапорщиков и кавалерийских юнкеров, откуда 2 августа 1843 года вступил в службу корнетом в лейб-гвардии уланский полк. С 06.12.1844 года — поручик, с 23.03.1847 — штаб-ротмистр, с 07.08.1848 — ротмистр, с 30.08.1855 — полковник.
13.10.1856 назначен командиром Ямбургского уланского полка. С 26.11.1858 — командующий лейб-гвардии уланским полком. С 17.04.1860 — генерал-майор с зачислением в Свиту ЕВ. В 1864—1865 годах состоял для особых поручении при Великом Князе Николае Николаевиче старшем в звании генерал-инспектора кавалерии. В 1872 году занимал должность шталмейстера двора наследника Цесаревича.
В 1875 году назначен генерал-адъютантом к Александру II; 15 мая 1883 года произведён в генералы от кавалерии.
С 14 мая 1896 года — член Государственного совета.
Имел множество орденов, включая российский орден Св. Александра Невского с бриллиантовыми знаками и иностранные: прусский — орден Красного орла 1-й степени, австрийские — Леопольда Большой крест и Железной короны 1-й степени, итальянский — орден Святых Маврикия и Лазаря и др.
Умер 21 мая (3 июня) 1901 года. Похоронен на Смоленском евангелическом кладбище.